# Ammon, Idaho
Ammon, Idaho là một thành phố thuộc quận, tiểu bang Idaho, Hoa Kỳ. Thành phố có diện tích 7,6 km², dân số thời điểm năm 2000 theo điều tra của Cục điều tra dân số Hoa Kỳ là 13816 người 2.